# 스타 트렉: 스트레인지 뉴 월드
《스타 트렉: 스트레인지 뉴 월드》(영어: Star Trek: Strange New Worlds)는 파라마운트+에서 2022년 5월부터 방영된 미국의 공상 과학 모험 드라마이다. 《스타 트렉: 디스커버리》의 스핀오프 작품이자 《스타 트렉》(Star Trek: The Original Series)의 프리퀄 작품이다.